# Termometro cinquantigrado

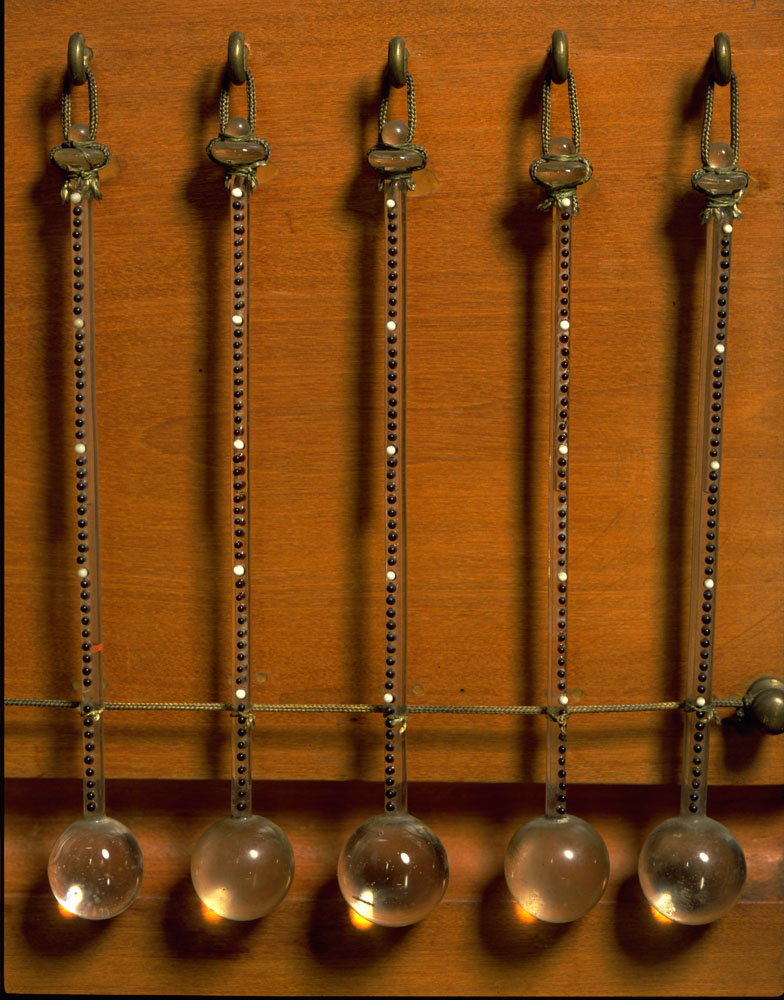
Termometri cinquantigradi al Museo Galileo, Firenze.

Il termometro cinquantigrado è un tipo di termometro a liquido.
Terminante con bulbo a pallina, questo termometro è diviso secondo una delle molteplici scale termometriche adottate dall'Accademia del Cimento, quella cinquantigrada. La parte superiore del cannello presenta scritte di smalto bianco. Di smalto sono anche le divisioni in gradi sul cannello: i pallini neri indicano i singoli gradi, mentre quelli bianchi segnano i dieci gradi. Il liquido termometrico è costituito da acquarzente. Ideati dal granduca Ferdinando II de' Medici, i termometri cinquantigradi erano generalmente impiegati per conoscere le mutazioni di caldo e freddo dell'aria, sia all'aperto sia in locali chiusi. Gli accademici fecero largo uso, soprattutto per sistematiche osservazioni meteorologiche, di questo tipo di termometri, che avevano il pregio di essere comparabili fra loro, nonostante risultassero meno sensibili degli altri.
Di questo tipo di termometri il Museo Galileo conserva oltre cinquanta esemplari.